# Гассель, Георг
Иоганн Георг Генрих Гассель (правильнее Хассель, нем. Johann Georg Heinrich Hassel; 30 декабря 1770, Вольфенбюттель, Брауншвейг-Вольфенбюттель — 18 января 1829, Веймар, Тюрингия, Германская империя) — немецкий географ и статистик.

## Биография

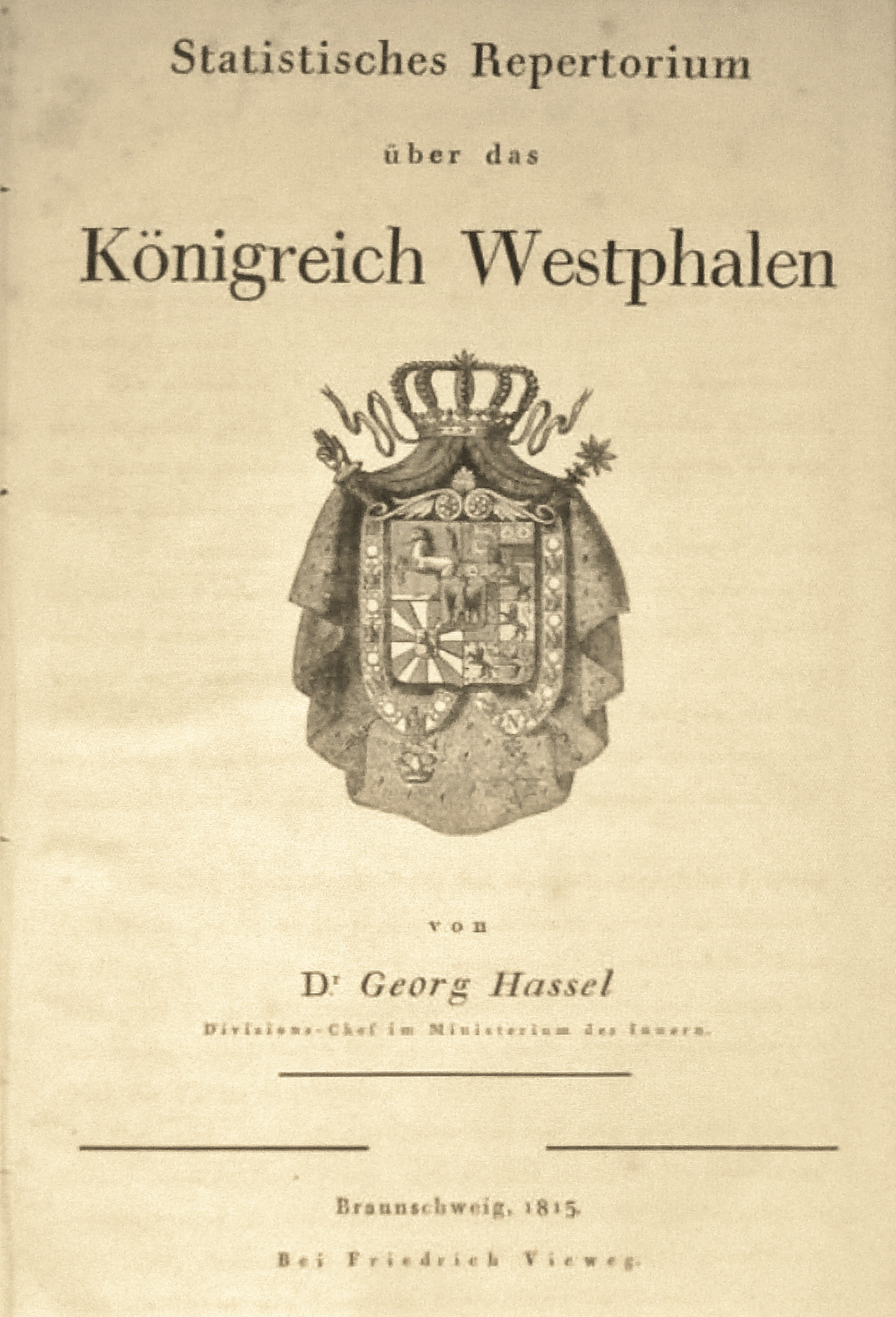
Статистические данные по Вестфальскому королевству. Брауншвейг, 1815

В 1809 году был назначен директором Статистического управления Королевства Вестфалия в Касселе. Когда это королевство прекратило своё существование в 1813 году, он поселился в Веймаре.
В 1815 году был представителем Брауншвейга в Париже.
В начале XIX века был влиятельной фигурой в области географии, опубликовал несколько фундаментальных работ по географии и статистике.

## Научная деятельность
Первая работа Хасселя связана с топографией и статистикой его родины: «Географо-статистическое описание княжеств Брауншвейг-Вольфенбюттель» (1802—1803). В 1813 г. — «Статистику Королевства Вестфалия», 1816—1817 гг. — 2 тома «Полного справочника описания и статистики Земли», в 1817—1818 гг. — «Географо-статистический словарь» в 2 томах. С 1819 до нескольких томов (1-7, 10-17) «Справочника новейшего описания Земли».
Вместе с Каннабихом, Гаспари, Гутсмутсом и Укертом в 1819 году опубликовал серию книг по общей географии «Vollständige Handbuch der Erdbeschreibung» (23 т., Вейм., 1819—1832). В 1827—1830 гг. был соредактором первых семи томов второй серии «Всеобщей энциклопедии науки и искусства» (сперва с Вильгельмом Мюллером, затем с Андреасом Готтлибом Хофманом).
С 1827 года — член-корреспондент Петербургской академии наук. В 1828 году был избран членом Американской академии искусств и наук.

## Избранные труды
- Geographisch-statistische Beschreibung der Fürstenthümer Wolfenbüttel und Blankenburg. Braunschweig 1802
- Neueste Länder- und Völkerkunde: ein Lesebuch für alle Stände. Prag, 1809
- Lehrbuch der Statistik der europäischen Staaten. Weimar 1812
- Handbuch der neuesten Erdbeschreibung und Statistik. Berlin 1816—1817
- Allgemeines europäisches Staats- und Adreßbuch für 1816. Weimar 1817—1818
- Geographisch-statistisches Handwörterbuch. Nach den neuesten Quellen und Hülfsmitteln. Weimar 1817
- Vollständige und neueste Erdbeschreibung der Preußischen Monarchie und des Freistaates Krakau. Weimar 1819
- Statistischer Umriß der sämmtlichen europäischen und außereuropäischen Staaten. Weimar 1823—1824
- Genealogisch-statistisch-historischer Almanach. Weimar 1824-28
- Handwörterbuch der Geschichte und Mythologie. Weimar 1825